# Flacksta

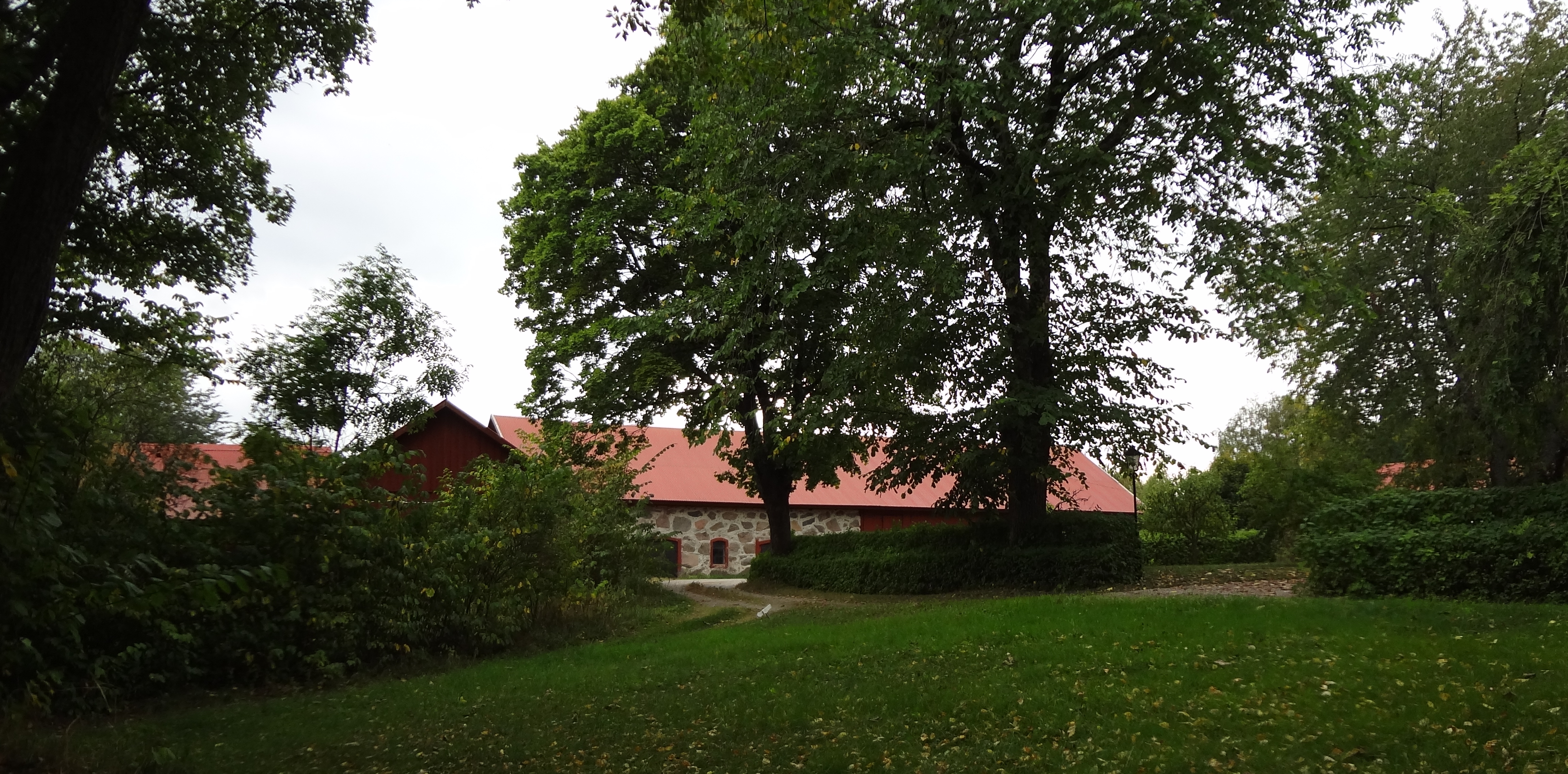
Flacksta gård.

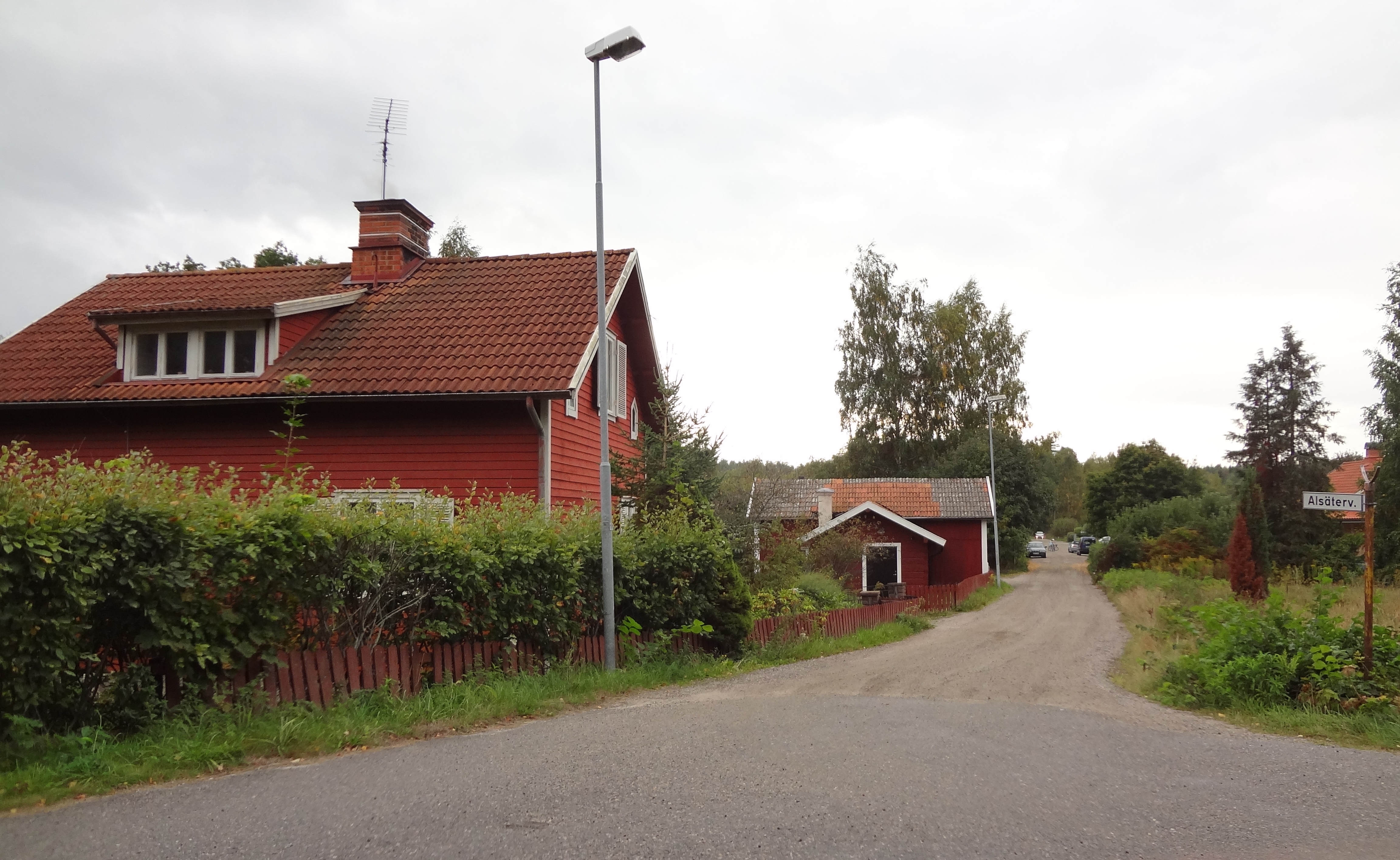
Villor längs Alsätervägen i Flacksta.

Flacksta är en stadsdel och tidigare tätort i Eskilstuna, Eskilstuna kommun. Området ligger väster om Eskilstunas centrum, i närheten av Ekeby. 
Flacksta har sitt ursprung i en by som uppstod under yngre järnålder. I anslutning till den gamla bytomten finns en järnåldersboplats och ett gravfält med omkring 120 anläggningar, däribland högar, runda stensättningar, resta stenar och treuddar, av vilka en är Rekarnebygdens största med 25 meters sida. Det bevarade boplatsområdet omfattar omkring 750 kvadratkilometer och omges av stensträngar. I skriftliga handlingar omtalas Flacksta första gången 1358.

## Befolkningsutveckling
| Befolkningsutvecklingen i Flacksta 1950–1970 | Befolkningsutvecklingen i Flacksta 1950–1970 | Befolkningsutvecklingen i Flacksta 1950–1970 | Befolkningsutvecklingen i Flacksta 1950–1970 | Befolkningsutvecklingen i Flacksta 1950–1970 |
| -------------------------------------------- | -------------------------------------------- | -------------------------------------------- | -------------------------------------------- | -------------------------------------------- |
|                                              |                                              |                                              |                                              |                                              |
| År                                           |                                              |                                              | Folkmängd                                    |                                              |
| 1950                                         | 1950                                         |                                              | 460                                          |                                              |
| 1960                                         | 1960                                         |                                              | 703                                          |                                              |
| 1965                                         | 1965                                         |                                              | 677                                          |                                              |
| Anm.: Sammanvuxen med Eskilstuna 1970        |                                              |                                              |                                              |                                              |